# Dikarbacken

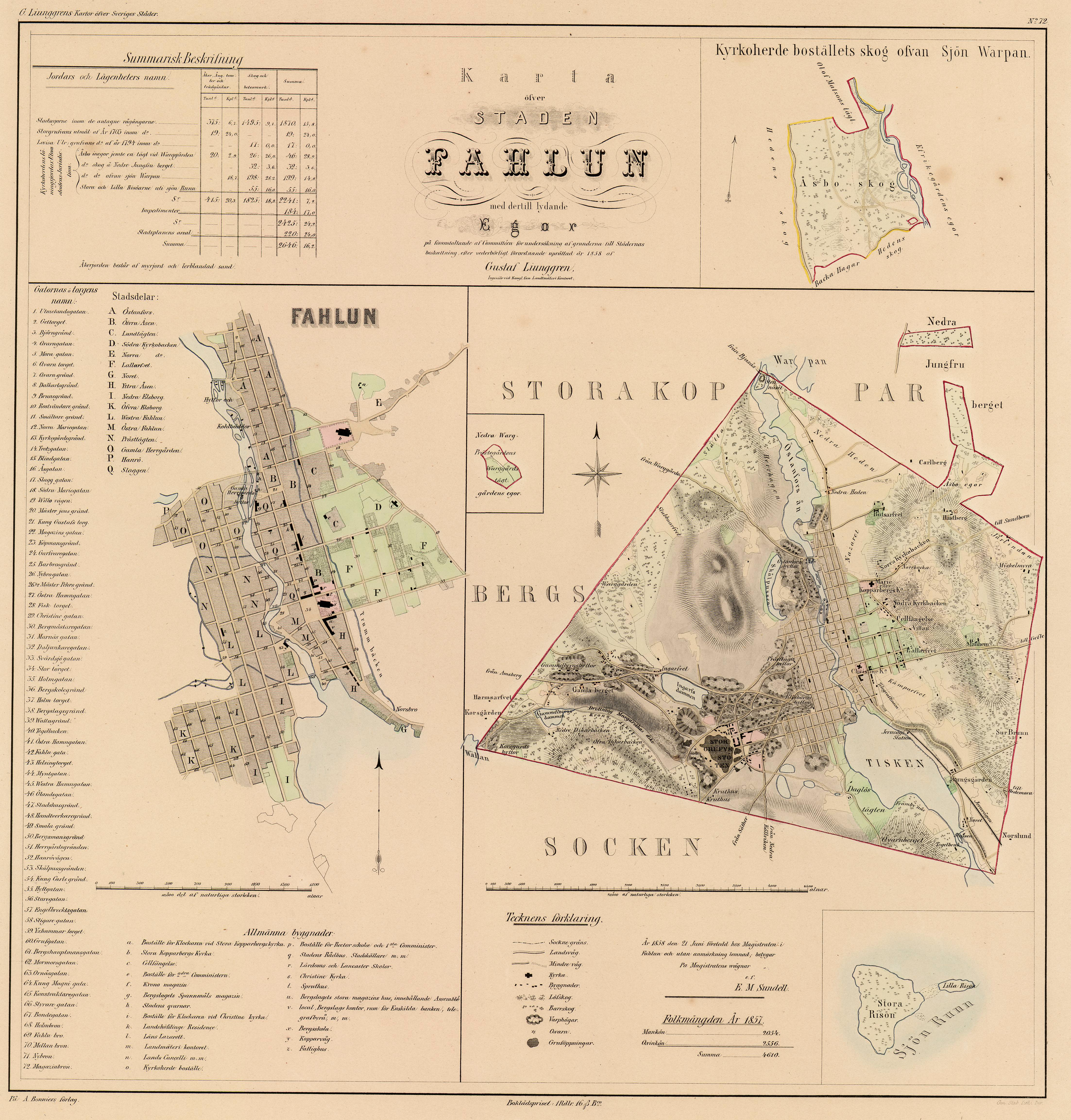
Gustaf Ljunggrens karta över Falun från 1858. Dikarbacken ligger längst ut i den vänstra spetsen av översiktskartan.

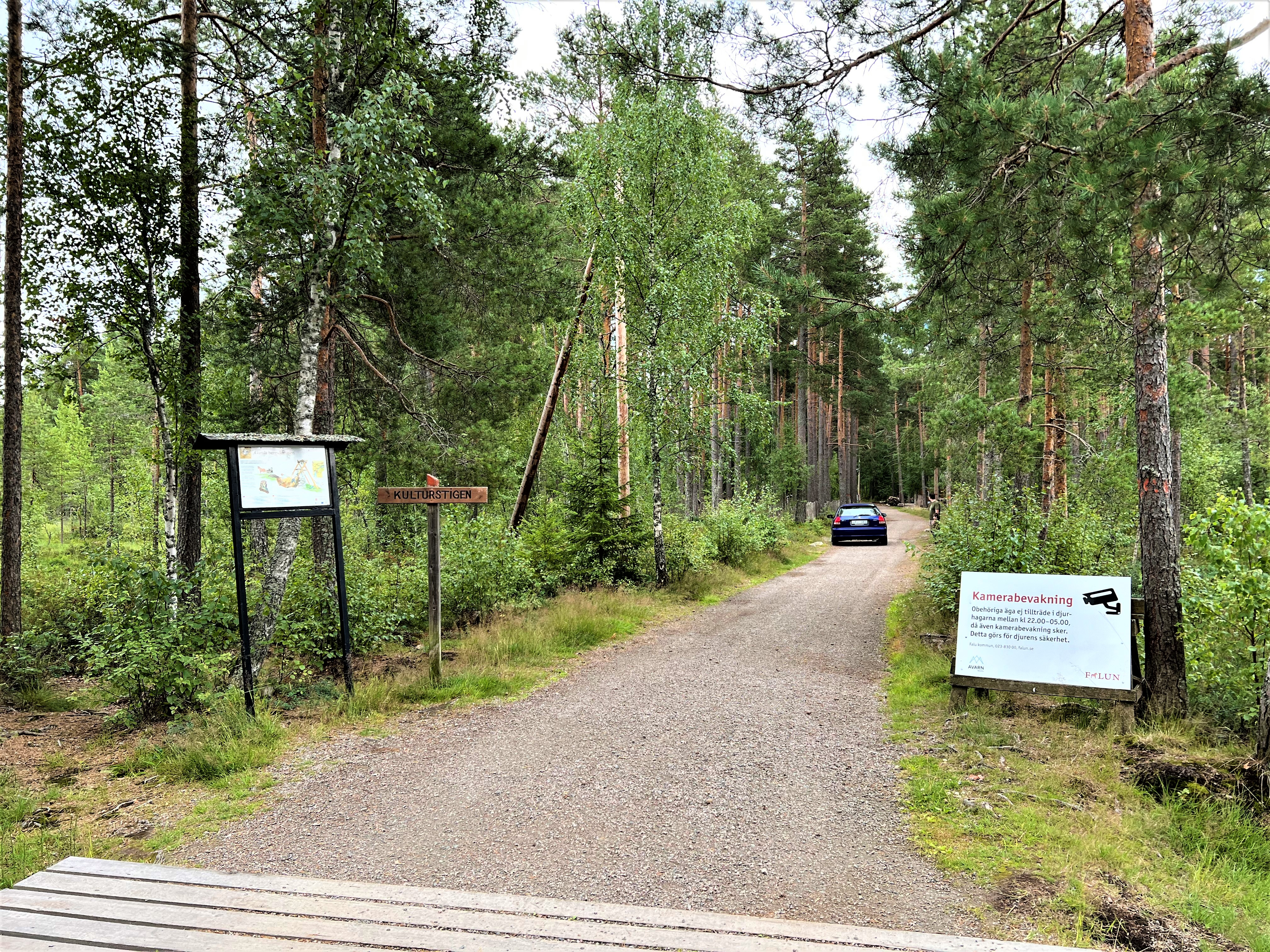
Den västra infarten till Dikarbacken.

Dikarbacken, tidigare också Digarebacken är, ett kommunalt kulturreservat i Falun som ligger tre kilometer väster om stadens centrum. Falu kommun inrättade reservatet 2021. Reservatet har en yta på 37 hektar och omfattar ett välbevarat odlingslandskap, som tidigare var de två bergsmansgårdarna Nedre Dikarbacken och Övre Dikarbacken. Dikarbackens odlingslandskap är en del av Världsarvet Falun.
Reservatet visar markindelning och hur kulturlandskapet runt Falu stad och Falu gruva formades under flera epoker i förindustriell tid. Gårdarna låg nära både staden, gruvan och hyttplatsen vid sjön Vällan. Det finns spår av bosättningar från 1300‐talet, men det äldsta belägget för Dikarbacken är från 1480, då den förmögne bergsmannen Gudrom Olofsson delade ägorna mellan sina två barn Per Gudromsson och Britta Gudromsdotter. Namnet tros komma från yrkesbeteckningen ”dikare”, en som gräver diken, vilken också används som binamn för män (som i ”Nils Dikare”). Det skulle också ha att göra med ”diger” i betydelsen stor, eller stå för ”gården på backen vid diket”. Det dike som det gäller är Krondiket, det vattenregleringssystem till hyttor och gruvor som anlades för att försörja pumpar och uppfordringsverk i Falu koppargruva med vattenkraft. 
Under början av 1800‐talet kallades Nedre Dikarbacken ”Torpet”, och namnen ”Nedre Dikarbacken” och ”Övre Dikarbacken” antas ha kommit i bruk vid mitten av 1800‐talet och används i Gustaf Ljunggren stadskarta från 1858.
I Kopparbergslagen var det vanligare med ensamgårdar än med byar. De två gårdarna i Dikarbacken var sådana ensamgårdar. Gårdarna låg inom Falu stad sedan mitten av 1600‐talet, men hade karaktär av jordbruk, om än med begränsade ägor. Runt dem fanns bergsmansgårdar, gruv‐ och hyttarbetarstugor i Korsgården, Götgården och gårdssamlingen Gamla Berget. Det fanns också hyttområdet Korsgården, och vattenförsörjningssystemet till Falu gruva.
Nedre Dikarbacken, den mindre av de båda gårdarna, övergavs troligen på 1600‐talet, vilken kan hänga samman med att staden Falun då anlades och marken räknades som Falu stads allmänning. Under första hälften av 1800‐talet anlades där ett torp. 
Odlingsmarkerna har under många år legat obrukade, men har delvis öppnats upp av Falu naturskola, som bedriver verksamhet på området. Naturskolan driver ett pedagogiskt jordbruk på Dikarbacken med rödkullakor, finullsfår och svärdsjöfår, jämtget och linderödssvin, vilket håller landskapet öppet.

## Bildgalleri

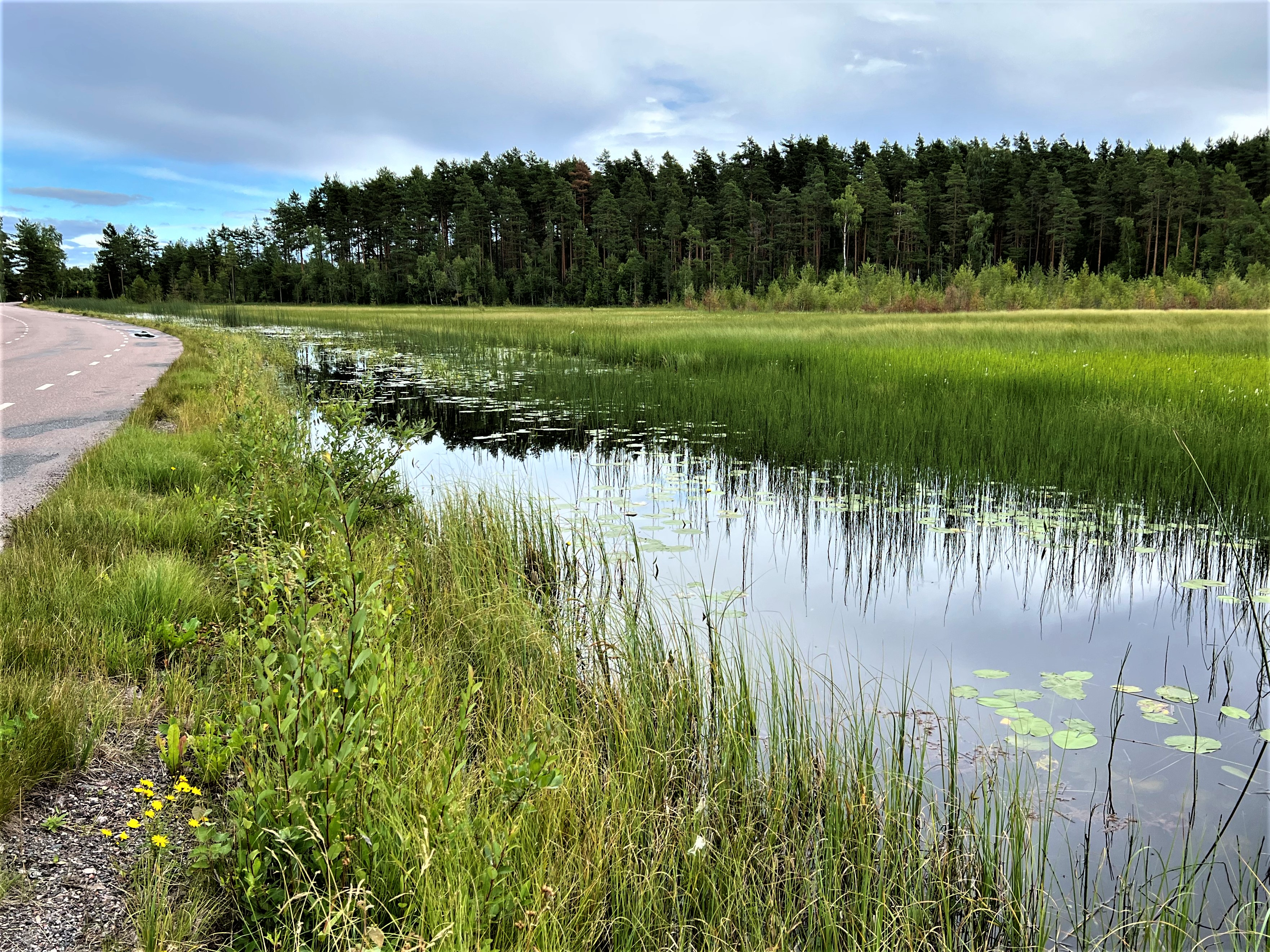
Krondiket, med Dikarbacken i fonden
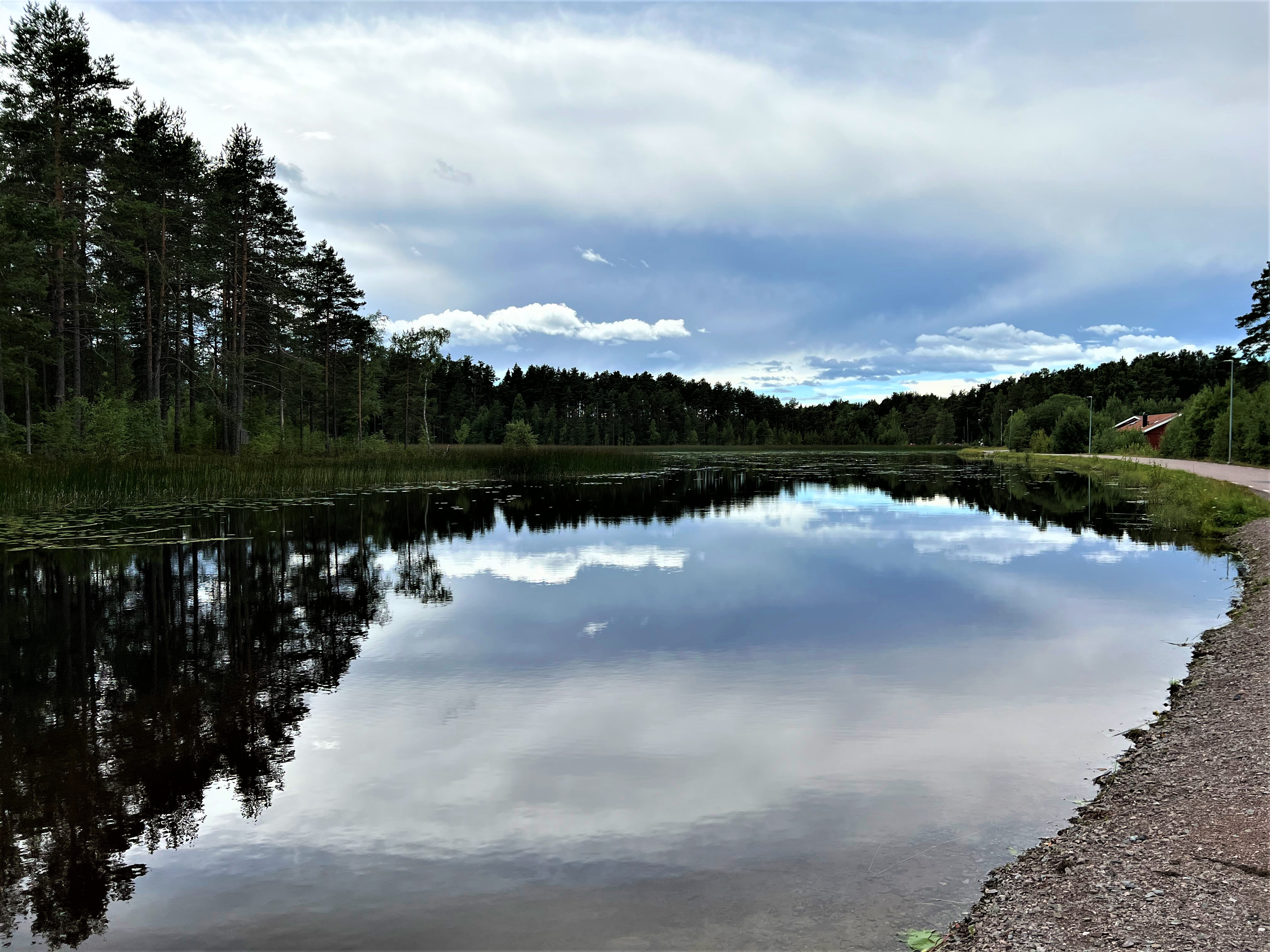
Gamla Bergsdammen, en hålldamm till Krondiket, med Dikarbacken åt vänster
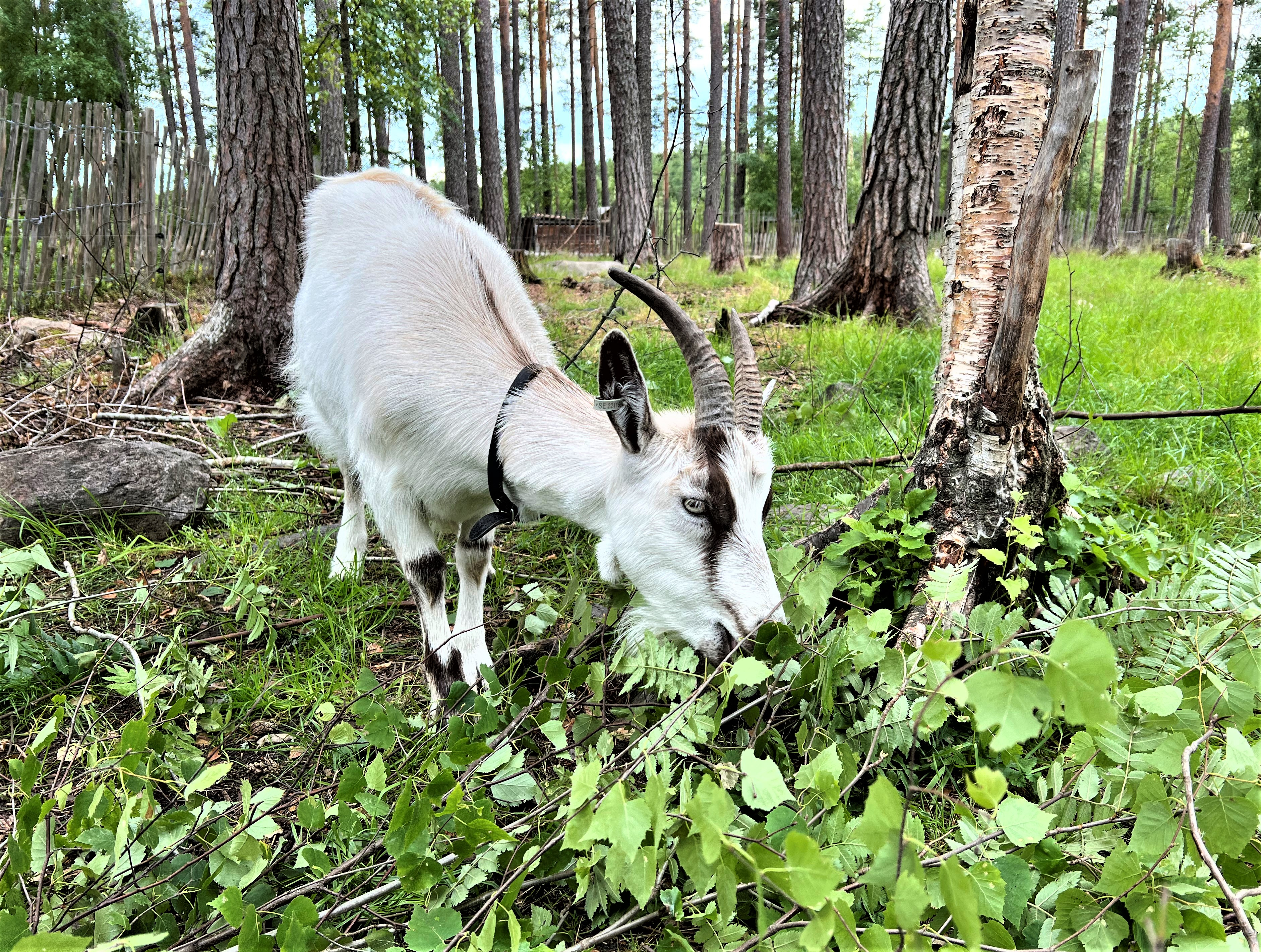
Jämtget
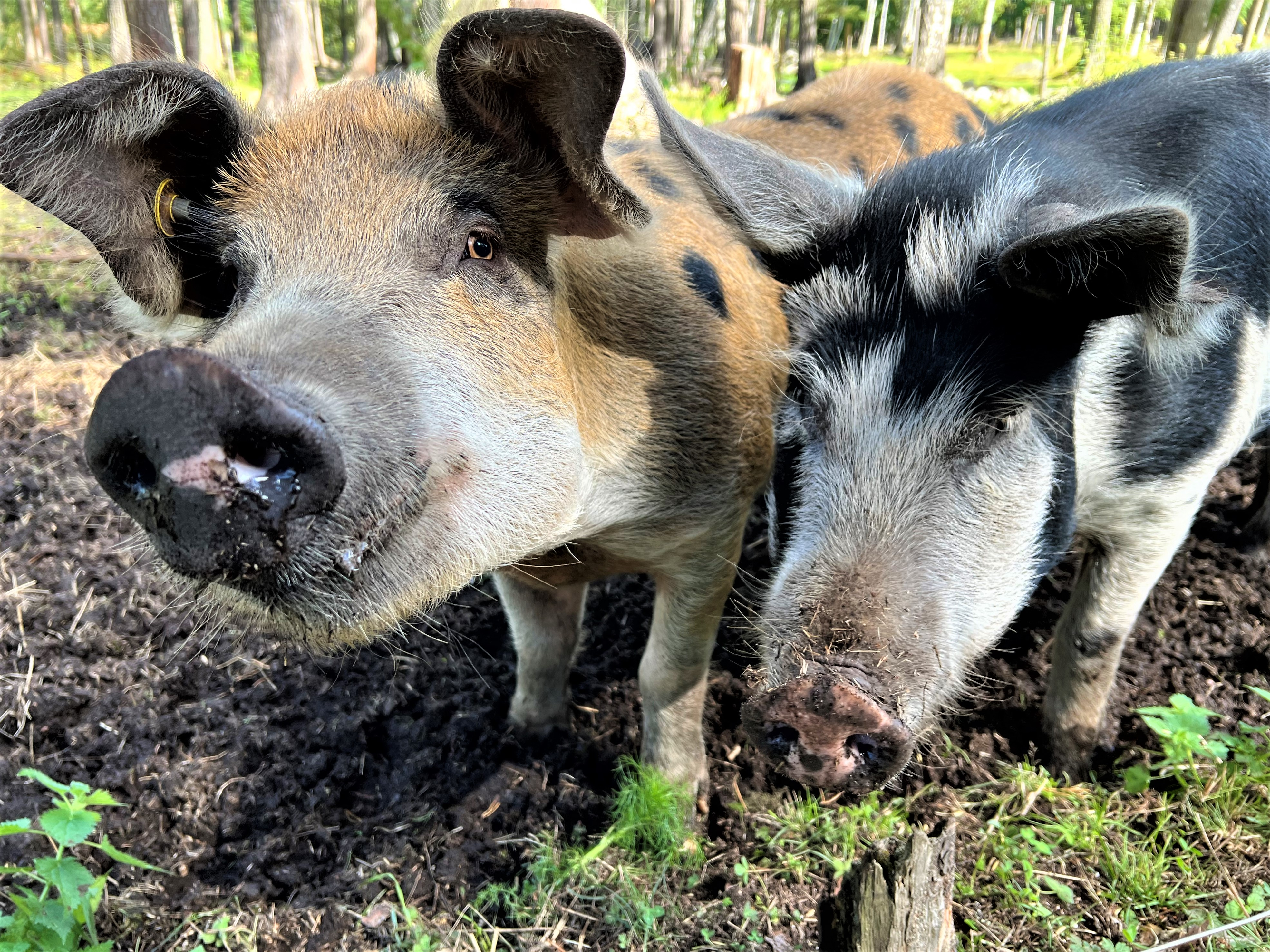
Linderödsgyltor
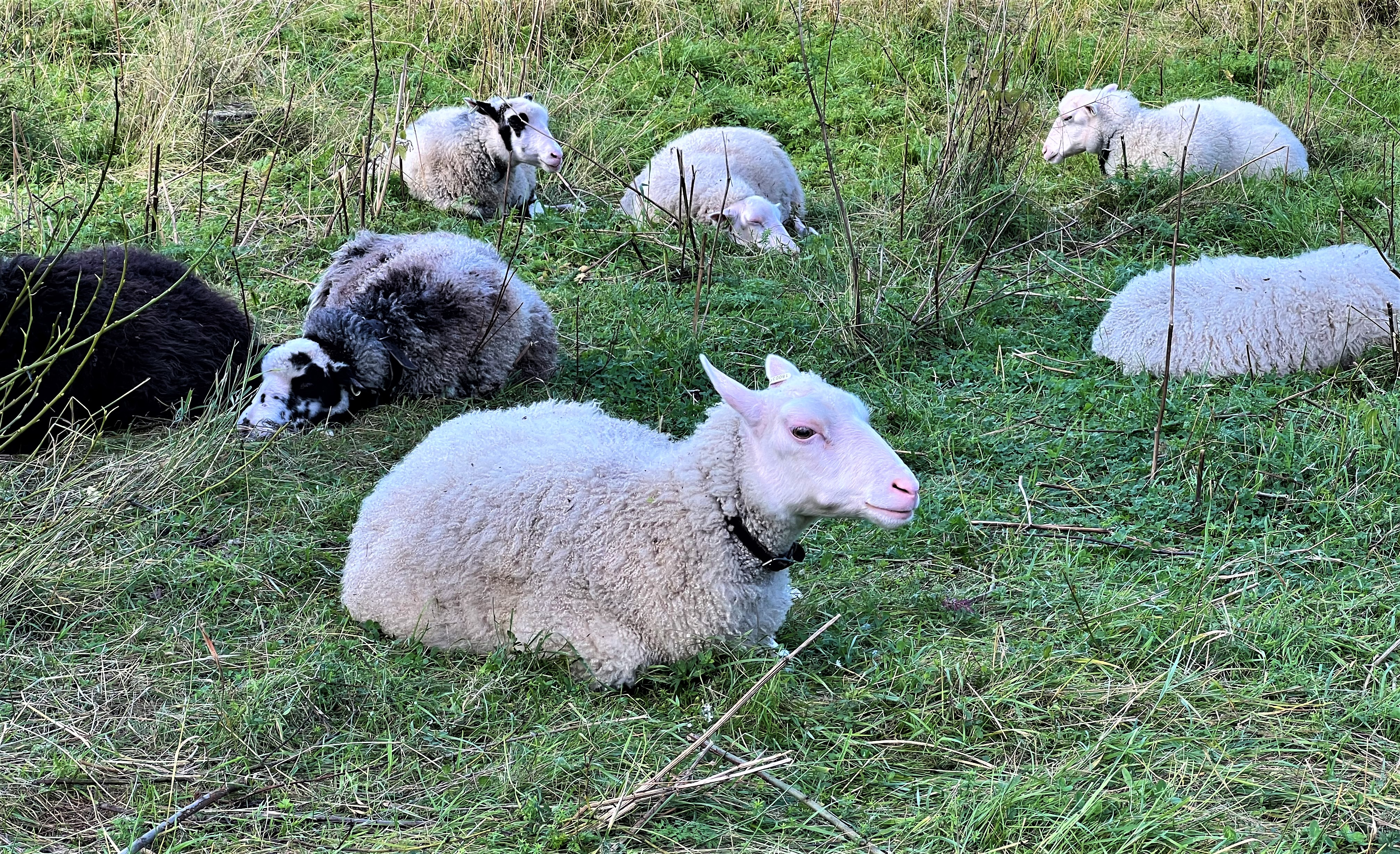
Svärdsjöfår